# 藤井健治郎
藤井 健治郎（ふじい けんじろう、1872年10月12日（明治5年9月10日） - 1931年（昭和6年）1月15日）は、日本の倫理学者。

## 経歴

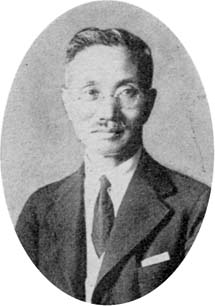
藤井健治郎

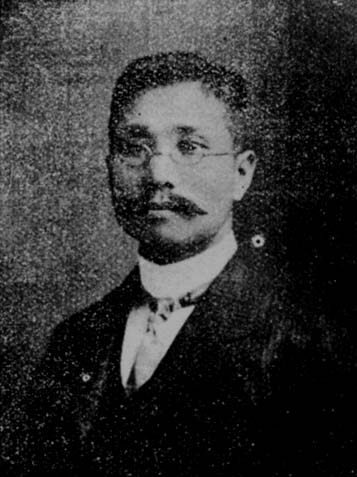
藤井健治郎

1872年、山形県東田川郡狩川村出身。旧姓は石川。号は館山。東京帝国大学を卒業。卒業後は早稲田大学教授を経て、1913年より京都帝国大学教授となった。丁酉倫理会会員。

## 著書
- 『倫理撮要』 普及舎 1901.7
- 『倫理学及研究法』 同文館 1903.10 (教育研究叢書)
- 『教育的倫理学』 同文館 1904.9
- 『主観道徳学要旨』 弘学館 1911.11
- 『国民道徳論』 北文館 1920
- 『新時代女子修身書教授資料』 巻1 東京開成館 1926
- 『藤井博士全集』 第1-8巻 玉川学園出版部 1932-1933

## 共著
- 『教育勅語述義』 井上哲次郎共著 晩成処 1912.3
- 『戊申詔書述義』 井上哲次郎共著 晩成処 1912.4
- 『思想問題』 深作安文共著 冬夏社 1921 (現代社会問題研究)

## 翻訳
- 『哲学汎論』 フォン・キルヒマン 博文館 1899.10 (帝国百科全書)
- 『パウルゼン氏道徳原理史論』 東京専門学校出版部 1900 (名著綱要文学教育科)
- 『バウン氏倫理学原理』 育成会 1901.6 (倫理学書解説)
- 『西洋哲学史』 ロージヤース 北玲吉共訳 冨山房 1914
- 『簡明倫理学史』 レギナルド・ロージャース 藤本慶祐共訳 早稲田大学出版部 1914
- 『倫理学の根本問題』 リツプス 同文館 1921

## 参考
- 日本人名大事典[要文献特定詳細情報]